# Ashill (Somerset)
Ashill is een civil parish in het bestuurlijke gebied South Somerset, in het Engelse graafschap Somerset met 529 inwoners.